# Македония (область)
Македо́ния — географическая и историческая область на Балканах. В античные времена в южной (греческой) части этого региона находилось одноимённое царство Македония. Сегодня область Македония включена в территории:
- Греции (Эгейская Македония);
- Северной Македонии (Вардарская Македония);
- Болгарии (Пиринская Македония).

## История
Во времена ранней античности Македония, населённая греческими и эллинизированными племенами, целиком вошла в состав державы Александра Македонского. Затем её завоевала Римская империя, начался процесс романизации местного населения. Так возникли аромуны и мегленорумыны. Местами сохраняются албанцы — потомки древнего автохтонного иллирийского населения.
Позже регион контролировала Византийская империя, однако в средние века здесь интенсивно селились южные славяне (славяне болгарской группы: болгары, македонские славяне или солунские славяне). После присоединения к Турецкой империи здесь активно селились арнауты, ерюки, цыгане, усилился процесс балканизации региона в турецкой системе миллетов, росла этнорелигиозная конфликтность региона. После двух Балканских войн, населенная многими национальностями, историко-географическая область Македония была разделена между
- Грецией (Эгейская Македония),
- Сербией (нынешняя Северная Македония — Вардарская Македония) и
- Болгарией (Пиринская Македония).

## Топонимика
Терминологическая проблема, касающаяся названий Македония, македонцы и македонский язык, нашла частичное решение:
- Греция отказывала Македонии в праве исключительно именоваться Македонией, считая, что тем самым та нарушает национальное достояние эллинов и посягает на суверенитет и территориальную целостность Греции[1]. В результате, после подписания Преспанского соглашения, бывшая югославская республика приняла более конкретно определенное название, Северная Македония, точно определяющее эту часть Балканского полуострова[2][3].

- Болгария считает проживающих в т. н. Пиринской, Эгейской и Вардарской Македонии славян болгарами[4], а их язык — болгарским; более того, и сам македонский язык, в Болгарии считается вариантом (диалектом) болгарского языка[4]. Сами македонцы Болгарии считают термин «македонцы» этнографическим или региональным обозначением части болгарского народа. Болгарские и иностранные учёные утверждают, что отдельное македонское самосознание создалось и утвердилось с 1945 г. на территории сегодняшней Северной Македонии[5].